# 花心坑
花心坑位於香港新界沙田區小瀝源東部，是一條山澗，現已泛指花心坑流域一帶的地方。

## 地理位置
花心坑起源自水牛山，經花心坑集水區後繼續向西流向石古壟、大藍寮、南山、黃泥頭等附近村落，於廣榮里近帝堡城附近再由地下引水道將水引至小瀝源渠排出。而花心坑旁的一條村落亦以花心坑為名；現在，花心坑不單只水牛山流向小瀝源的該段溪流，而是泛指花心坑村、花心坑集水區及花心坑亭近麥理浩徑第五段支路開端。

## 歷史
花心坑村屬沙田九約中的小瀝源約；在沙田九約竹枝詞的其中一句寫道：「大輋禾麥實婆娑，崗版田連割最多。行向花深坑處落，牧童牛澳唱山歌。」可見花心坑原名是花深坑，相信是因為花心坑山澗的水深而得名。

## 設施

### 花心坑集水區
由於位處山上，而且人跡罕至，故此花心坑並沒有大型的設施；不過水務署卻在花心坑設立了集水區，保護附近自然的生態及收集雨水。花心坑集水區的山水亦供附近的村民飲用。

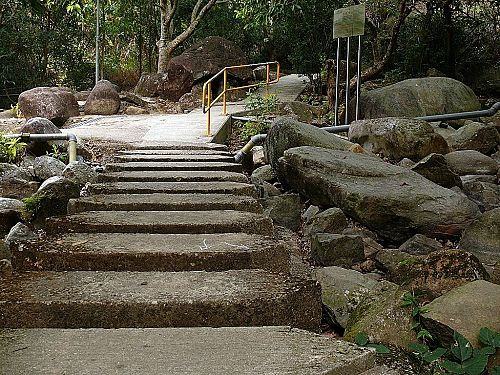
花心坑集水區一景
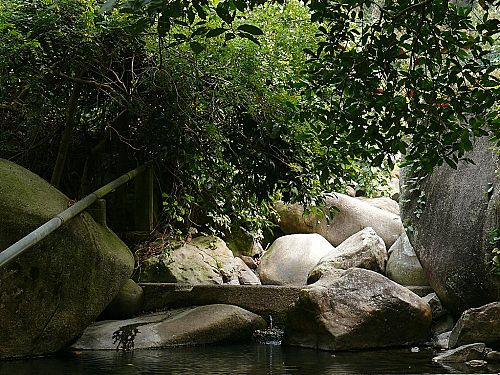
花心坑集水區一景
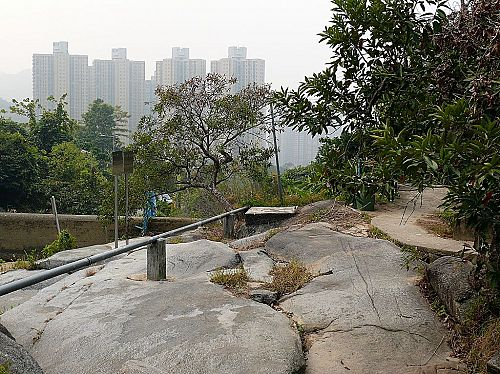
花心坑集水區回望廣源邨
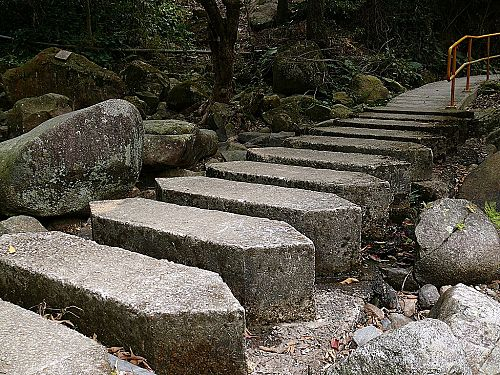
具特色的石澗橋

### 環保教育徑 - 花心坑段

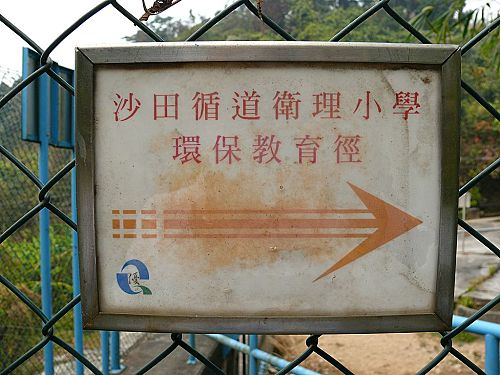
環保教育徑

環保教育徑分兩段，第一段是在山下的廣源邨段，第二段則位於山上，稱花心坑段。環保教育徑是在1995年由沙田循道衛理小學的師生設立的，宗旨是在宣揚環保及鼓勵多留意身邊的奇花異木，愛護環境。此步徑曾獲南華早報、商業電台及加德士環保基金於1995年合辦的「綠色創意大賽」中小學組設計大獎。
花心坑段的環保教育徑起自黃泥頭花園，途中經過康沛豪苑、輋下村、花心坑集水區、花心坑村，終點位於花心坑亭，全長620米，走畢全徑約需45分鐘。

### 花心坑亭

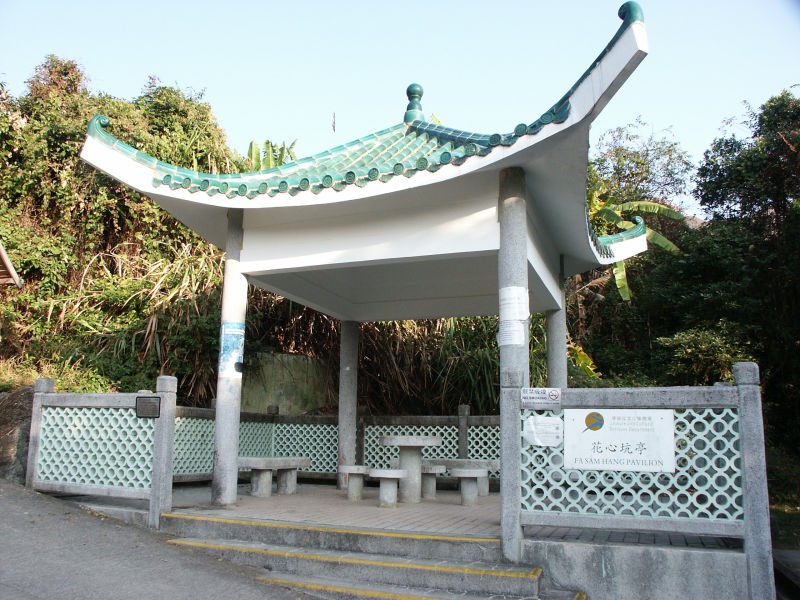
花心坑亭

花心坑亭（村民稱之為喜雨亭）由沙田區議會建造，是環保教育徑 - 花心坑段的終點，亦是連接花心坑及梅子林的梅花古道的地點。在亭的旁邊豎立了由沙田區議會設立的沙田郊遊徑地圖，根據地圖，由花心坑亭出發可以步行至麥理浩徑第五段。遊人亦可以循梅子林方向行向馬鞍山。
花心坑亭屬康文署全面禁煙的康樂場地。

## 交通
由於花心坑位於山上，而且未被開發，交通甚為不便；區內居民主要靠位於山下的黃泥頭巴士總站往返市區。
另外，花心坑另有單向行車通道接駁行善里，居民可由行善里駛出廣善街再往港九新界各地。

## 鄰近地方
- 廣源邨
- 帝堡城
- 綠怡雅苑
- 小瀝源
- 小瀝源渠
- 沙田九約
- 牛皮沙村
- 大老山公路
- 大老山隧道